# 竹内朋康 & The Laidbacks
竹内朋康 & The Laidbacks（たけうちともやす&ザ・レイドバックス）は、日本の4人組器楽・ジャズ・ファンク・バンドである。2005年12月に結成。

## メンバー
4人ともマボロシバンドのサポート・メンバー。
- 竹内朋康・ギター
- 三上吉直（yoshi）・キーボード
- 田名網大介・ベース
- 定成クンゴ・ドラム

## 来歴
2005年、SUPER BUTTER DOGのギタリストで、RHYMESTERのMummy-Dとのユニット、マボロシのメンバーとしても活動する竹内朋康を中心に結成。竹内と他のメンバーとはセッション仲間であり、マボロシのライブの際に招集されたメンバーが、マボロシ休止中の活動としてライブを行うようになり、バンド名をつけたことが結成の経緯。2006年4月には、KREVAによる全国ツアー「KREVA TOUR 2006 愛・自分博〜国民的行事〜日本武道館」の千秋楽となる日本武道館公演の際にバックバンドを務め、今夜はブギー・バック、ファンキーグラマラス feat.Mummy-Dを演奏した。近年もマボロシのライブでは基本的にこのメンバーが招集され、Mummy-Dの後輩にあたるDJ DAISHIZENが加わりマボロシのバックバンドを編成。